# Pezizomycotina
Pezizomycotina è una suddivisione di Ascomycota (funghi che generano le loro spore all'interno di una sorta di sacco denominato "asco") e rappresenta all'incirca il vecchio taxon denominato Euascomycota.
I funghi appartenenti a questa suddivisione si riproducono per via sessuale piuttosto che per gemmazione; la stessa suddivisione annovera quasi tutte le specie fungine con aschi che al contempo formano un corpo fruttifero visibile ad occhio nudo (eccezion fatta per il genere Neolecta, che appartiene ai Taphrinomycotina).

## Tassonomia

### Classificazione scientifica
Le classi appartenenti a questa suddivisione sono le seguenti:
- Arthoniomycetes
- Chaetothyriomycetes
- Dothideomycetes
- Eurotiomycetes
- Laboulbeniomycetes
- Lecanoromycetes
- Leotiomycetes
- Orbiliomycetes
- Pezizomycetes

- Helotiales
- Hypocreales
- Pezizales
- Sphaeriales
- Xylariales

- Sordariomycetes
- Pezizomycotina mitosporiche

La vecchia classe Loculoascomycetes (rappresentante tutti gli Ascomiceti bi-tunicati) è stata sostituita dalle classi Chaetothyriomycetes e Dothideomycetes. Il resto delle classi Pezizomycotina si può raggruppare negli Hymenoascomycetes.

### Classificazione filogenetica
Secondo una classificazione filogenetica, l'albero filogenetico della sottodivisione Pezizomycotina dovrebbe essere:
- Sottodivisione Pezizomycotina
  - Classe Arthoniomycetes
  - Classe Dothideomycetes
  - Classe Eurotiomycetes
  - Classe Geoglossomycetes
  - Classe Laboulbeniomycetes
  - Classe Lecanoromycetes
  - Classe Leotiomycetes
  - Classe Lichinomycetes
  - Classe Orbiliomycetes
  - Classe Pezizomycetes
  - Classe Sordariomycetes